# Crasseur
Een crasseur of krasseur was de naam voor iemand die op materialen aftekent waar bijvoorbeeld geboord of gezaagd moet worden. 
De benaming zou afkomstig zijn van inkrassen van de afmetingen in iets.  In de metaalnijverheid is het iemand die afmetingen van de technische tekeningen opschaalt op het materiaal door het af te tekenen met kraspen of vetkrijt. De crasseur geeft daarbij aan waar er of tot waar er gezaagd, gestanst, geboord of afgebrand moest worden. Dit kan zowel in de fabriek als ter plekke.
Op de scheepswerf werd het ook wel een afschrijver genoemd. Als eerste deed een crasseur of afschrijver, als er gebruik werd gemaakt van een spantenvloer, de opgeschaalde aftekening van de spanten van een schip neerzetten op de vloer. Vervolgens werden er pennen in de spantenvloer gezet en de vorm van een spant werd langs de pennen gestrookt met strooklatten. Daarna kon de afschrijver of een aftekenaar ter plekke lijnen zetten voor de (metalen) schotten die gemaakt werden, ook op de aftekeningen van de afschrijver. Zo werd een schip in meerdere lagen opgebouwd.
Met de komst van fotografie kwam projectie van de tekeningen in opkomst en werd de afschrijver alleen nog ingezet voor het aftekenen/krassen van de lijnen op het metaal. Met de komst van de computer en later de computer geprogrammeerde en gestuurde machinerie werd de afschrijver steeds meer overbodig als zelfstandig beroep. Ook in andere sectoren waarbij gebruik werd gemaakt van een crasseur is het als een zelfstandig beroep zo goed als verdwenen, die met moderne technieken zijn gaan werken.
In de landmeetkunde zou de term gebruikt kunnen zijn voor iemand die markeringsstrepen trekt.